# Frans Daneels

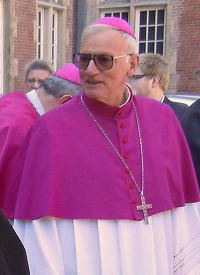
Frans Daneels (2011)

Frans Daneels OPraem (* 2. April 1941 in Kapellen, Belgien) ist ein flämischer Ordensgeistlicher, Kirchenrechtler und Kurienerzbischof der römisch-katholischen Kirche.

## Leben
Frans Daneels wuchs als eines von sechs Kindern in Ekeren auf und besuchte das Sint-Michielscollege in Brasschaat. Nach seiner Schulzeit trat er in den Orden der Prämonstratenser-Chorherren ein und legte am 28. August 1961 in der Abtei Averbode die Feierliche Profess ab. Am 26. März 1966 empfing er das Sakrament der Priesterweihe. Anschließend wurde Daneels zur Fortsetzung seiner Studien nach Rom entsandt. Er wurde 1971 an der Päpstlichen Universität Gregoriana mit der Dissertation De subjecto officii ecclesiastici attenta doctrina concilii Vaticani II im Fach Kanonisches Recht promoviert. Danach war er bis 1975 als Kaplan in Rillaar und von 1977 bis 1982 als Stadtdekan von Averbode tätig.
1982 wurde Frans Daneels als Generalprokurator seines Ordens nach Rom zurückgerufen. Seitdem wirkt er als Kaplan der Missionsschwestern Königin der Apostel in der Generalkurie des Prämonstratenserordens. Daneels wurde 1985 Gastprofessor an der Kanonistischen Fakultät der Päpstlichen Universität Gregoriana. Im April 1989 ernannte ihn Papst Johannes Paul II. zum Kirchenanwalt am Obersten Gerichtshof der Apostolischen Signatur, wo er bereits seit zwei Jahren als beigeordneter Kirchenanwalt arbeitete, sowie zum Konsultor des Päpstlichen Rates für die Gesetzestexte. 1998 wurde Daneels in die Disziplinarkommission der römischen Kurie berufen.
Am 12. April 2008 ernannte ihn Papst Benedikt XVI. zum Titularbischof von Bita und zum Sekretär der Apostolischen Signatur. Die Bischofsweihe spendete ihm und zwei weiteren Kurienprälaten am 1. Mai desselben Jahres Kardinalstaatssekretär Tarcisio Bertone im Petersdom. Mitkonsekratoren waren Agostino Kardinal Vallini und Erzbischof Francesco Coccopalmerio. Die Belgische Bischofskonferenz wurde bei der Zeremonie von Rémy Victor Vancottem, dem damaligen Weihbischof in Mecheln-Brüssel, vertreten. Am 28. August 2011 feierte Frans Daneels sein goldenes Professjubiläum. Benedikt XVI. erhob ihn am 10. Oktober 2012 in den Rang eines Erzbischofs.
Am 16. Juli 2016 nahm Papst Franziskus seinen altersbedingten Rücktritt vom Amt des Sekretärs der Apostolischen Signatur an. Sein Nachfolger in dieser Position wurde Giuseppe Sciacca. Am 30. September 2017 ernannte ihn Papst Franziskus erneut zum Mitglied der Apostolischen Signatur. Am 21. Oktober desselben Jahres ernannte ihn der Papst zudem zum Mitglied der Kongregation für die Selig- und Heiligsprechungsprozesse.